# Dąbrowa, Koszaliński
Dąbrowa [dɔmˈbrɔva] là một ngôi làng thuộc khu hành chính của Gmina Sianów, thuộc quận Koszalin, West Pomeranian Voivodeship, ở phía tây bắc Ba Lan. Nó nằm khoảng 9 kilômét (6 mi) phía đông bắc Sianów, 18 km (11 mi) phía đông bắc Koszalin, và 153 km (95 mi) về phía đông bắc của thủ đô khu vực Szczecin.